# Wahib Hdiouech
Wahib Hdiouech (ur. 9 września 2002) – tunezyjski judoka. Startował w Pucharze Świata w latach 2022-2024. Brązowy medalista igrzysk afrykańskich w 2023. Srebrny medalista mistrzostw Afryki w 2022 i brązowy w 2024. Trzeci na igrzyskach śródziemnomorskich w 2022 roku.